# Urodilatina
L'urodilatina è un ormone prodotto nei reni a livello del tubulo distale e del dotto collettore in risposta sia ad un'espansione del volume di queste strutture (che si riflette sulla macula densa) sia all'effetto del peptide natriuretico atriale.
L'effetto prodotto è una vasodilatazione dell'arteriola afferente e una vasocostrizione dell'arteriola efferente, che aumenta la velocità di filtrazione glomerulare, nonché una diminuzione del riassorbimento di acqua e sodio a livello del tubulo collettore, con conseguente aumento del volume di urina e della quantità di ioni sodio espulsi.